# 斯蒂芬·兰诺伊
斯蒂芬·兰诺伊 (Stéphane Lannoy，1969年9月18日-)，法國足球裁判，也是2010年世界盃足球賽的主裁判之一。

## 生涯
斯蒂芬·兰诺伊於2006年成為國際裁判，並於同年6月7日為西班牙對克羅地亞的賽事判法，這是他首場判法的國際性賽事。另外，他還為北京奧運的一場分組賽、歐洲聯賽冠軍盃以及2008年歐洲國家盃外圍賽判法。
2010年6月，他會為荷蘭對丹麥的世界盃分組賽判法。

## 資料來源
1. ↑  .   [2010-06-14]. （原始内容存档于2009-06-13）.